# 制震
制震（せいしん、英: Seismic Control）とは、構造物の地震への対処として、エネルギー吸収機構などをもつ装置を用いて地震動に対する応答を低減する方法。耐震や免震とは区別される。なお、「制振」との違いについても後述する。

## 概要
制震構造は建物にエネルギー吸収機構であるダンパーなどを組み込んで地震動を吸収するようにした構造をいう。制震装置には様々なものがあり、金属を利用したものは金属の変形によって、液体を利用したものは液体の粘性によって、ゴムなどの柔らかい材料を使用したものはその変形によって、摩擦を利用したものは金属などの摩擦力によって、それぞれ地震エネルギーを熱エネルギーに変換し、建物の揺れを小さくしている。住宅のほか橋梁などにも制震機構が組み込まれることがある。
| 耐震                                                                                             | 免震 | 制震 |
| ------------------------------------------------------------------------------------------------ | --- | --- |
| 構造物自体の有する耐力で地震に対処する方法（建物の構造体自体を堅固にして地震の揺れに耐える方法） | 構造物と地盤との関係を柔軟化する装置を用いて地震動が構造物に伝わりにくくするとともに減衰を付加して応答を低減する方法（地盤と建物の間などに免震部材を設置して建物が地震動と共振するのを避ける方法） | エネルギー吸収機構などをもつ装置を用いて地震動に対する応答を低減する方法（建物の内部に制震部材を取り付けて地震の揺れを制御する方法） |

制震補強により建物の揺れが低減されるため、損傷を少なくできる。構造体の損傷の回避、機能維持や財産の保護、工事期間中の建物使用などは免震補強には劣るが、耐震補強よりも優れている。免震補強と同じく地震応答解析が必要であるが、免震補強よりも工期（設計期間含む）やコストは抑えられる。躯体の維持管理は免震構造よりは発生しない。
デメリットは大規模な地震の発生後には制震部材の臨時点検が必要となること、制震部材は建物の使用に支障のない箇所に設置する必要があることなどである。

### 制振
一般には「制震」が用いられることが多く、三省堂国語辞典では2008年の第6版から説明文はそのままに「制振」から「制震」へ変更された。一方、建築や土木分野の専門用語を扱った辞典類では「制振」を中心に記載する例が多くなっている。
日本建築学会では用語の表記を「制振」に統一しており、同学会の「建築学用語辞典第2版」では「制振構造」と「制震構造」は別々に立項されている。この「制振構造」のほうには地震のほか風による構造物の揺れの抑制も含む。
一方、土木学会の「平成14年度実務者のための耐震設計入門別冊」では、「制振」には免震、制震、防振、除振、減震をすべて含む広い意味をもっているともいえるとしている。これらはすべて振動の低減技術である（振動の低減技術は遮断と抑制に大別され、防振・除振・免震は遮断技術、耐震・吸振は抑制技術にあたる）。「防振」や「除震」は主に機械・設備分野で用いられる用語で、「防振」は機械などの振動発生源から周囲に振動が伝搬することを防止することをいう。また、「除振」は外部から機器のほうへ伝わる振動を除去することをいう。
振動を抑制する制振の技術には、剛性要素制振（制振、耐震）と付加的なばねや質量要素を用いる吸振がある。

### 減震
減震（構造）は必ずしも統一された用語ではないが、土木学会の「平成14年度実務者のための耐震設計入門別冊」では「制震」以外の原理で構造部材の応力を低減する原理の総称として扱っている。

## 制震補強

### エネルギー入力の有無
制震補強はエネルギーの入力の有無により、パッシブ制震、アクティブ制震、セミアクティブ制震（ハイブリッド制震）に分けられる。
- パッシブ制震 - 電力などのエネルギーの入力を一切必要としない構造のもので、オイルダンパーや粘弾性物質、金属などのエネルギー吸収要素による受動的な制御に期待するもの[8]。停電などの影響を受けることがない[8]。パッシブ制震にはエネルギー吸収型と同調振動系型がある[8]。
  - エネルギー吸収型
    - 履歴減衰機構（変形履歴型に伴うエネルギー消費を利用したもので鋼材ダンパーや鉛ダンパーなどがある）[8]
    - 摩擦減衰機構（摩擦力によるエネルギー消費を利用したもので摩擦ダンパーがある）[8]
    - 粘性減衰機構（速度依存型の粘性抵抗を利用したもので、オイルダンパー、粘性ダンパー、粘弾性ダンパーがある）[8]

  - 同調振動系型
- アクティブ制震 - 制御コンピューター、センサー、アクチュエーターから構成される振動応答制御のシステムをもち、直接的に外部からのエネルギーの入力により建物の振動を制御する装置を設置するもの[8][4]。
- セミアクティブ制震（ハイブリット制震） - パッシブ制振構造とアクティブ制振構造の両方の特性をもつ複合的制振構造をいう[8]。

### ダンパーの特性
- 鋼材系（履歴系）ダンパー
  - 大規模な地震が発生した時は鋼材系ダンパーが先に塑性化して、大梁や柱の損傷リスクを回避するもの[9]。
  - 座屈拘束ブレース、制振間柱、鉛押し出しダンパー等がある[9]。
  - 建物機能保持の点では、高層の場合には家具や什器の転倒を防ぐまで揺れを低減させることは難しい[9]。また、大規模な地震の発生後は、建物の主要機能を復旧するのに相当の時間を要する[9]。
  - 長周期地震に対して安全に設計することも可能であるが、ゆっくり長い時間続く後揺れを低減することは難しい[9]。
  - 地震後にダンパーの変形状態を確認することで維持管理が可能である[9]。座屈拘束ブレースは大地震を3回程度被災しても破断に至らないとされるが、心材の鋼材の塑性化は進むので取替えのリスクが若干ある[9]。
- 粘性系ダンパー
  - 中小規模の地震から大規模な地震まで粘性系ダンパーがエネルギーを吸収して、大梁や柱の損傷リスクを回避するもの[9]。
  - オイルダンパー、粘性制振壁、摩擦ダンパー、粘弾性ダンパー等がある[9]。
  - 中小規模の地震からダンパーは効くため、中小規模の地震でも建物の揺れは低減される[9]。
  - 大規模な地震でも揺れの強さを低減することはできるが、高層の場合には家具や什器の転倒を抑制するところまでには至らない[9]。また、大規模な地震の発生後は、建物の主要機能を復旧するのにある程度の時間を要する[9]。
  - 長周期地震に対して安全に設計することが可能で、粘性系ダンパーの場合、ゆっくり長い時間続く後揺れも減衰させることができる[9]。
  - 地震後に粘性ダンパーの状態を確認することで維持管理が可能である[9]。オイルダンパーは大規模な地震を受けても壊れることはなく継続して利用できる[9]。
- 鋼材系粘性系ダンパー併用
  - 鋼材系ダンパーと粘性系ダンパーの両方の特性を併せ持つもの[9]。
  - 中小規模の地震からダンパーは効くため、中小規模の地震でも建物の揺れは低減される[9]。
  - 大規模な地震が発生した際の揺れは、粘性系ダンパーの場合と同程度である[9]。また、粘性系ダンパーの場合と同程度の建物機能保持性能である[9]。
  - 長周期地震に対して安全に設計することが可能で、ゆっくり長い時間続く後揺れも減衰させることができる[9]。

### 制震装置の設置方法
制震装置の設置方法により、筋交型、壁型、間柱型などに分けられる（ブレースタイプ、壁タイプ、間柱タイプともいう）。
力学的な形態では、「層間ダンパー型」、「マスダンパー型」、「連結型」などに分類される。